# BBCode
A BBCode korlátozott formázásokat lehetővé tévő leíró nyelv. Elsősorban internetes fórumokon használják, ha az üzemeltető biztonsági okból nem engedélyezi a HTML kódok közvetlen bevitelét a hozzászólásokba. Ekkor a bevitt kódot a fórummotor alakítja HTML kódokká.

## Használata
A BBCode, akárcsak a HTML, úgynevezett tageket használ a formázáshoz. Ezek olyan páros kódok, amelyek a formázandó szöveg előtt és után állnak.
| BBCode | HTML | Hatás                 |
| [b]félkövér szöveg[/b] | <b>félkövér szöveg</b>                                                                                           | félkövér szöveg       |
| [i]dőlt szöveg[/i] | <i>dőlt szöveg</i>                                                                                               | dőlt szöveg           |
| [u]aláhúzott szöveg[/u] | <u>aláhúzott szöveg</u>                                                                                          | aláhúzott szöveg      |
| [url]http://wikipedia.org[/url] | <a href="http://wikipedia.org"> http://wikipedia.org</a>                                                         | http://wikipedia.org  |
| [url=http://hu.wikipedia.org]Wikipédia[/url] | <a href="http://hu.wikipedia.org">Wikipédia</a>                                                                  | Wikipédia             |
| [img]http://upload.wikimedia.org/wikipedia/commons/thumb/6/63/Wikipedia-logo.png/150px-Wikipedia-logo.png[/img]                                               | <img src="http://upload.wikimedia.org/wikipedia/commons/thumb/6/63/Wikipedia-logo.png/150px-Wikipedia-logo.png"> |                       |
| [quote]idézett szöveg[/quote] | <blockquote>idézett szöveg</blockquote>                                                                          | Idézem:idézett szöveg |
| [code]nyomtatott szöveg[/code] | <pre>nyomtatott szöveg</pre>                                                                                     | nyomtatott szöveg     |
| [size=15]Szöveged[/size]vagy[size=15pt]Szöveged[/size] ("12" az általános megjelenített méret fórumokon; a mérték pixelben értendő.)                          | <span style="font-size:15px;">Szöveged</span>                                                                    | Szöveged              |
| [strike]áthúzott szöveg[/strike]vagy[s]áthúzott szöveg[/s] | <s>áthúzott szöveg</s>                                                                                           | áthúzott szöveg       |
| [color=red]szöveg[/color]vagy[color=#FF0000]szöveg[/color]vagy [color=FF0000]szöveg[/color] (Használható megnevezett színnel, vagy hexadecimális kódolásban.) | <span style="color: #FF0000;">Piros szöveg</span>                                                                | Piros szöveg          |